# 루돌프 쿠엘만

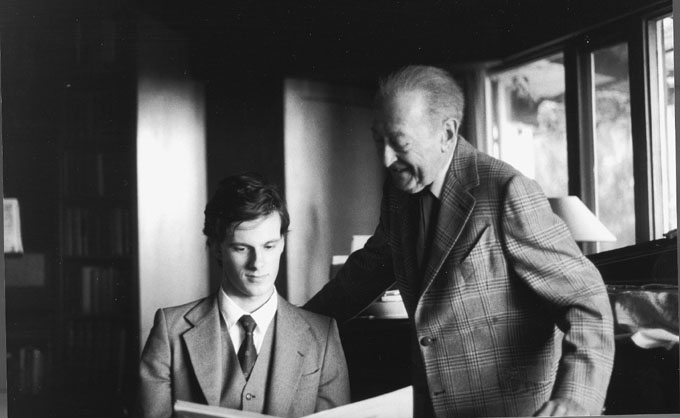
루돌프 쿠엘만과 교수 야샤 하이페츠 (미국 로스엔젤레스 1979년)

루돌프 쿠엘만(Rudolf Koelman)(1959년 10월 2일 ~ )은 암스테르담에서 태어난 네덜란드 바이올리니스트로 현재 스위스 취리히 예술대학 Zurich University of the Arts의 교수이다.

## 삶
루돌프 쿠엘만은 1972년 만 13세의 나이로 바이올린을 시작하였다. 암스테르담에서 Jan Bor, Herman Krebbers를 사사하였고, 그 후 1978년 야샤 하이페츠의 마지막 제자로 서던 캘리포니아 대학교에 입학, 1981년까지 미국 로스앤젤레스에서 공부하였다.
1984년부터 1989년까지 오스트리아의 Vorarlberg State Conservatory의 교수직을 맡았었고, 또 1987년 Konservatorium und Musikhochschule Winterthur(빈터투어 음악원) 교수로 임명되었다.
1996년부터 1999년까지 그는 암스테르담의 콘세르트헤바우 관현악단의 콘서트 악장으로 활동, 2000년부터 5년간 Robert Schumann Hochschule Düsseldorf에 초빙되었다.
2005년부터 현재까지 스위스의 취리히 예술대학에서 솔로 및 바이올린 교수로 재직 중이며 취리히 예술대학의 학생들로 구성된 ZHdK Strings 실내악단을 이끌고 있다. 그는 독주자, 객원 교수, 정기적인 마스터 클래스 및 International Holland Music Sessions, Keshet Eilon, Joseph Joachim Hannover Competition, Harbin Schoenfeld Competition 같은 국제 콩쿨 심사위원으로 활발한 활동을 계속하고 있다.

## 악기
루돌프 쿠엘만은 1829년제 Giovanni Francesco Pressenda가 제작한 바이올린과 1729년제 스트라디바리우스의 ”Woolhouse"를 연주한다.

## 솔로 경력
루돌프 쿠엘만은 솔로 연주가로서 다수의 세계적인 오케스트라와 협연하였다. 그 중 린츠 브루크너 오케스트라 Bruckner Orchester Linz, 콘세르트헤바우 관현악단, 퀼른 라디오 오케스트라 WDR WDR Rundfunkorchester Köln, KBS교향악단, 로잔 앙상블 오케스트라 Orchestre de Chambre de Lausanne, 퀸스랜드 심포니 오케스트라Queensland Symphony Orchestra, 도쿄 필하모니 교향악단이 있다.
다수의 음반 중 3 개의 요하네스 브람스의 바이올린 소나타 (J. Brahms Violin Sonata Op. 78, 100, 108), 2개의 세르게이 프로코피에프 바이올린 소나타 (S. Prokofiew Violin Sonata Op. 80, 94b), 안토니오 비발디의 사계, 그리고 그 중 제일 유명한 라이브 녹음으로 만들어진 24개의 니콜로 파가니니 카프리치오 등이 있다.

## 음반
- 요한 제바스티안 바흐, 외젠 이자이, 에드바르 그리그: 솔로 소나타들, 1984 (LP)
- Rudolf Koelman plays his favorite encores: Ferenc Bognàr와 함께한 16개의 비르투오소 곡들 ORF, 1986 (LP-CD)
- 카미유 생상스, 파블로 데 사라사테: Introduction et Rondo Capriccioso, Zigeunerweisen with orchestra Winterthur, 1988
- 줄리우스 코너스: 바이올린 콘체르토 in e-minor (live), 1990
- 프리츠 크라이슬러: 16 Masterpieces, with Ulrich Koella, Ars 1991, ASIN B000000U2I
- 요하네스 브람스: The Violin Sonatas, with Antoine Oomen, Ars 1991, ASIN B000000U2L
- 요하네스 브람스, 구스타브 말러, 알프레트 시닛케: 피아노 사중주들, Wiediscon 1994
- 세르게이 프로코피에프: 2 Sonatas, with Antoine Oomen, Ars 1993, ASIN B000024PYF
- 안토니오 비발디: 사계 Ars 1995, ASIN B000024PXU
- 니콜로 파가니니: 24개의 카프리치오 (live)Wiediscon 1996 & Hänssler Classics 2004, ASIN B0009IORFM
- Jean-Marie Leclair: 6 duosonatas with Henk Rubingh, 1998
- "The Magic of Wood”, Roberto Regazzi의 15가지 악기들, Dynamic & Florenus 2005, ASIN B000BUEGJA
- 볼프강 아마데우스 모짜르트: 바이올린과 비올라 듀오 with Conrad Zwicky, Wiediscon 2007
- 헨리크 비에니아프스키: 바이올린 콘체르토 No. 2 in d-minor, 카미유 생상스: Intr. et Rondo Capriccioso, Havanaise, with Fremantle Chamber Orchestra/Jessica Gethin
- 니콜로 파가니니: 바이올린 콘체르토 No. 1 & No. 2 , with Netherlands Symphony Orchestra/Jan Willem de Vriend Challenge Classics CC72343 (이 음반은 2010년 네덜란드의 가장 인기있는 클래식 앨범 상 에디슨 상을 수상하였다)
- "10 years FCO" 파블로 데 사라사테: Zigeunerweisen, 모리스 라벨: 치간느, 에르네스트 쇼송: Poème Op. 25, 표트르 차이콥스키: Souvenir d'un lieu cher Op. 42, with Fremantle Chambre Orchestra / Jessica Gethin, Christopher van Tuinen, Rubato Productions 2015
- 세르게이 프로코피에프: 바이올린 콘체르토 No. 1 & No. 2, 뮤직 콜로퀴엠 빈터투어 오케스트라(Musikkollegium Winterthur) 2017

## 참고 문헌
- "The Magic of Wood" from Lutherie to Music, 출판사: Florenus Edizioni (영어/독일어/프랑스어/일본어/네덜란드어)) ISBN 88-85250-07-6
- "Master Class" 저자: Herman Krebbers 그리고 Niels Le Large, 발행인: Herman Lieve (영어/네덜란드어)
- "Oskar Back en veertig jaar Nationaal Vioolconcours" 저자: Theo Olof, 발행인: THOTH-Bussum (네덜란드어) ISBN 90-6868-391-8
- "Heifetz leerling van god" 저자: Wenneke Savenije, 발행인: Edzeetera-Zandvoort (네덜란드어)
- "The Umbrella Academy" 저자: Gerard Way and Gabriel Ba, (루돌프 쿠엘만은 페이지 82쪽에 나온다), 발행인: Dark Horse Comics ISBN 978-1-59307-978-9
- "Musical Awakening" 저자: Ryan Howland, 발행인: authorHOUSE ISBN 978-1-5246-4274-7